# 米凯考拉乔尼福
米凯考拉乔尼福，是匈牙利佐洛州所辖的一个村，总面积8.50平方公里，总人口287，人口密度33.8人/平方公里（2010年1月1日）。